# General Alvear (Mendoza)

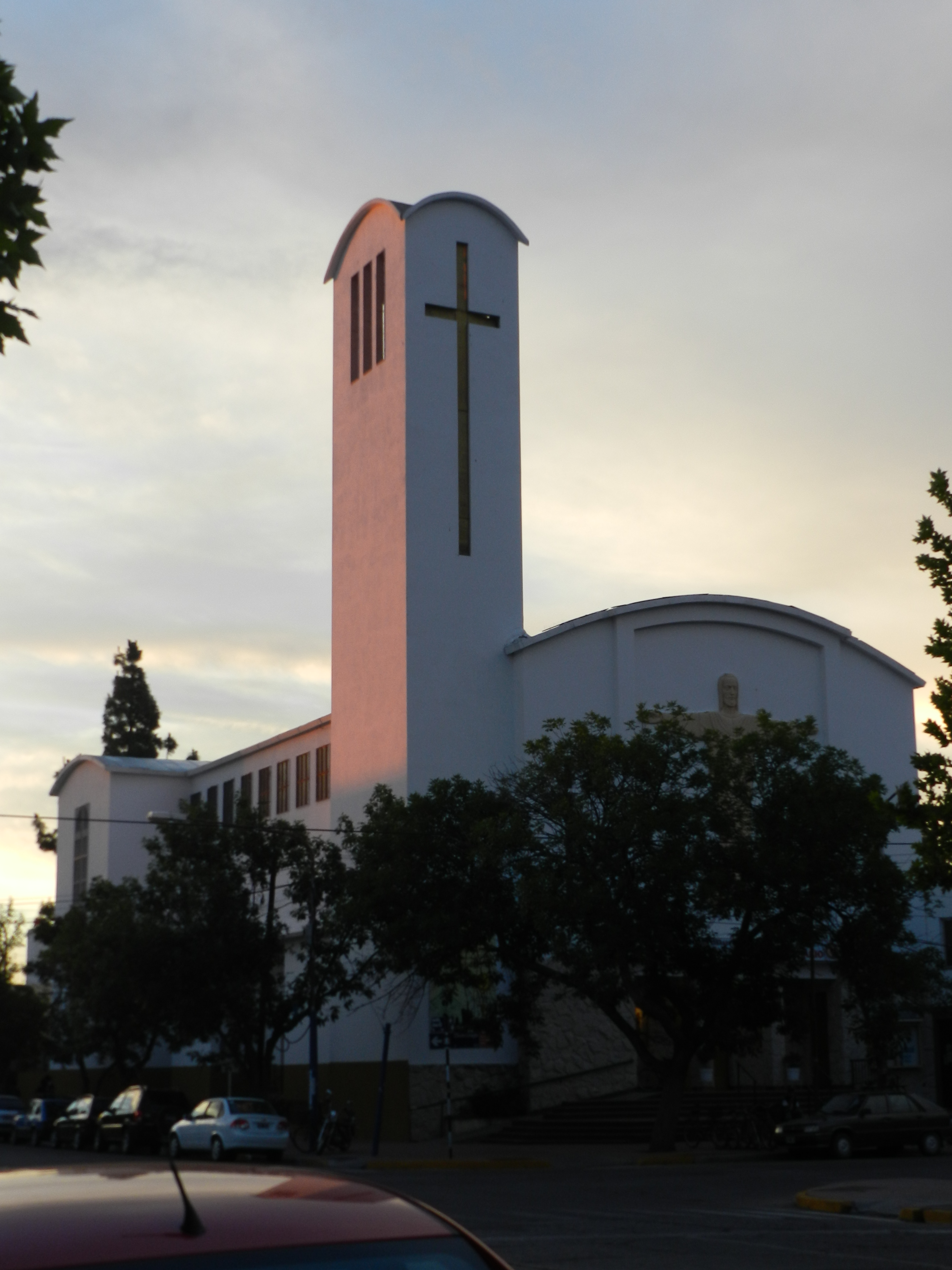
Igreja Matriz General Alvear, Mendoza

General Alvear é uma cidade da Argentina, localizada na província de Mendoza